# Bennu Vallis
La Bennu Vallis è una struttura geologica della superficie di Venere.